# Alwar (stato)
Lo Stato di Alwar fu uno stato principesco del subcontinente indiano, avente per capitale la città di Alwar.

## Storia
Alwar fu parte della regione di Matsya che aveva per capitale Viratnagar. A metà Cinquecento, il Khanzada Rajput di Ulwar venne detronizzato da una campagna militare dell'imperatore moghul Akbar per accerchiare il regno Mewar. Egli assassinò il reggente dell'imperatore Akbar, Bairam Khan, mentre il primo era lontano verso Hajj; successivamente venne processato e condannato dall'imperatore per la sua strage. Nel 1602 quest'area era governata dal potente monarca del Rajput. Durante il periodo moghul, Akbar chiese come segno di riappacificazione e sottomissione una figlia di Ishwar Das the Bargurjar, Raja di Alwar. Al rifiuto di questo seguì una strage.

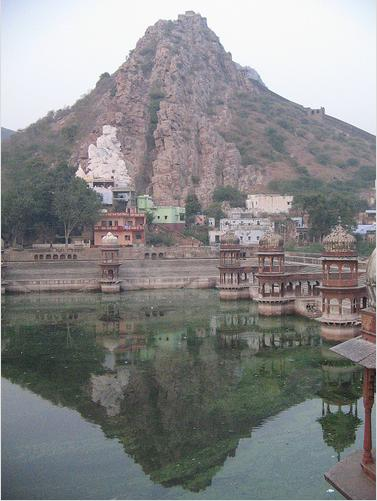
Alwar è famoso per i suoi paesaggi scenici

Si può dire però che lo Stato principesco di Alwar venne fondato da Pratap Singh, Rajput della linea Kachwaha, nella seconda metà del Settecento. Suo figlio adottato, Bakhtawar Singh, aiutato dagli inglesi contro i Maratha, dopo la battaglia di Laswari (1803), chiese ed ottenne protezione dalla Compagnia britannica delle Indie Orientali. Anni dopo, Bakhtawar Singh si avventurò con un'incursione armata nel vicino Jaipur. Bakhtawar Singh venne sconfitto e gli inglesi fecero un nuovo concordato col quale gli impedirono di gestire autonomamente le relazioni con gli altri stati senza l'assenso della corona britannica. Durante l'ammutinamento dei sepoy nel 1857, Raoraja Bane Singh inviò delle forze composte principalmente da musulmani e Rajput, a recuperare il forte britannico di Agra. Il primo gruppo però disertò ed il secondo venne sconfitto dai ribelli.
Dopo l'indipendenza indiana del 1947, Alwar entrò nell'Unione Indiana il 18 marzo 1948 e lo Stato venne unito al Bharatpur, al Dholpured al Akrauli per formare l'Unione Matsya che venne poi accorpata allo Stato indiano definitivamente il 15 maggio 1949 a formare l'odierno Stato del Rajasthan.

### Governanti

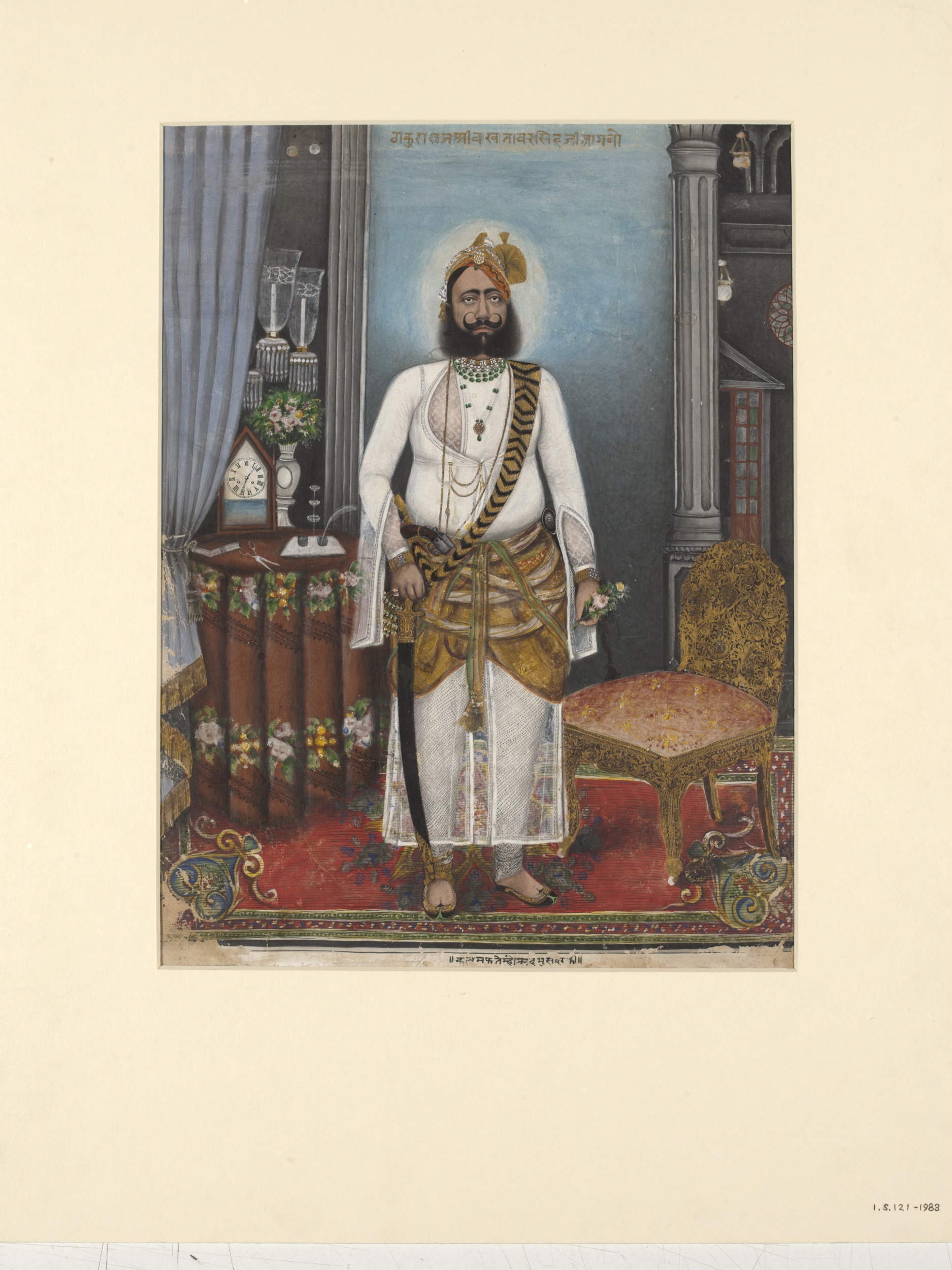
Ritratto di Thakur Raja Bakhtawar Singh, in un ambiente di stile europeo.

- Pratap Singh Prabhakar Bahadur (1775–1791) Rao Raja di Alwar
- Bakhtawar Singh Prabhakar Bahadur (1791–1815) Rao Raja di Alwar
- Bane Singh Prabhakar Bahadur (1815–1857) Maharao Raja di Alwar
- Sheodan Singh Prabhakar Bahadur (1857–1874) Maharao Raja di Alwar
- Mangal Singh Prabhakar Bahadur (1874–1892) Maharao Raja, poi dal 1889 Maharaja di Alwar
- Jai Singh Prabhakar Bahadur (1892–1937) Maharaja di Alwar
- Tej Singh Prabhakar Bahadur (1937–1949) Maharaja di Alwar